# ريباس دي فريسير
بلدية ريباس دي فريسير (بالإسبانية: Ribas de Freser) هي بلدية تقع في مقاطعة جرندة التابعة لمنطقة كتالونيا شمال شرق إسبانيا.

## الديموغرافيا
بلغ عدد سكان بلدية ريباس دي فريسير 1.941 نسمة عام 2011 (وفقاً للمعهد الوطني الإسباني للإحصاء).
| 2.156 | 2.118 | 2.064 | 2.044 | 2.001 | 1.976 | 1.941 |

## أعلام
- ماريا إيزابيل مورينو